# 本初子午線

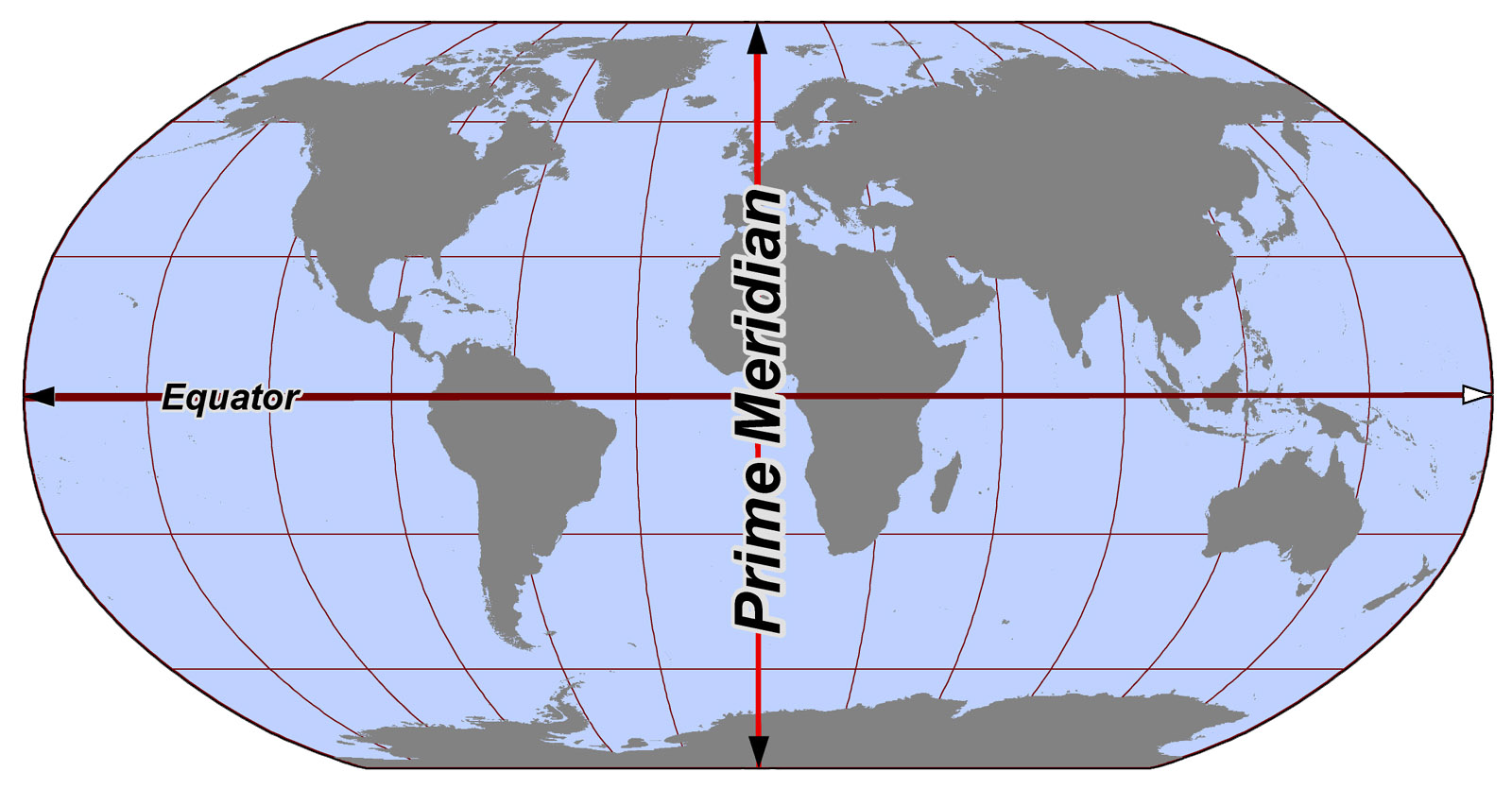
本初子午線的位置

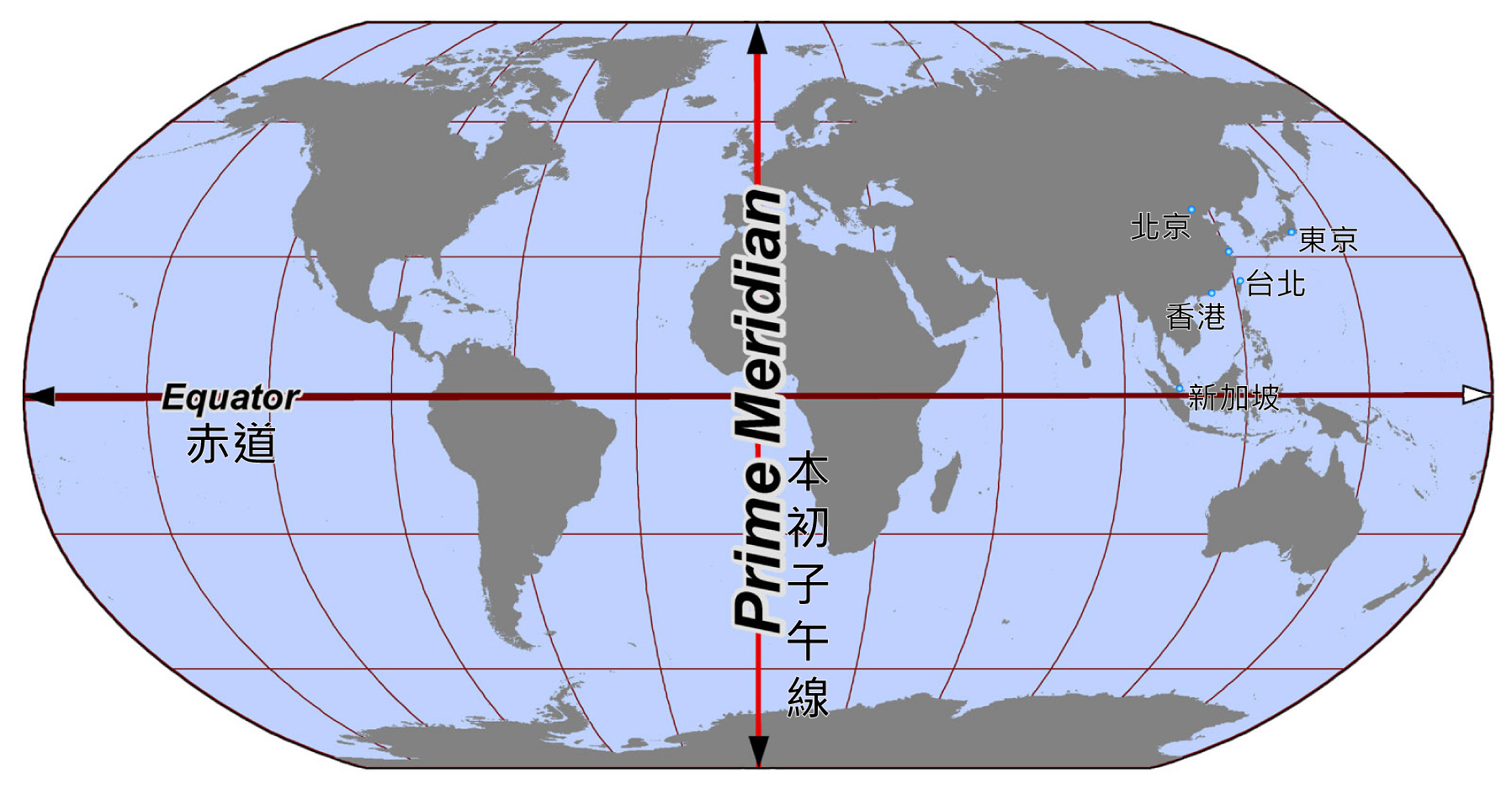
本初子午線、赤道及東亞部分都市位置圖（主要文字為中文地區）

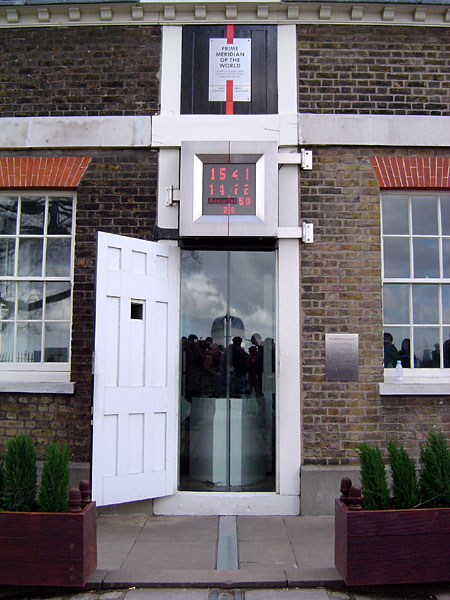
格林威治天文台的本初子午線

本初子午線（英語：prime meridian），即0度經線，亦稱格林威治子午線或本初經線，是經過英國格林尼治天文台的一條經線（亦稱子午線）。本初子午線的東西兩邊分別定為東經和西經，於180度相遇。從北極開始，本初子午線會經過英國、法國、西班牙、阿爾及利亞、馬利、布吉納法索、多哥和迦納共8個國家，然後直至南極。除了定義經度，格林尼治子午線亦曾作為世界時間標準使用。理論上來說，格林尼治標準時間的正午是指當太陽橫穿格林尼治子午線時的時間。然而因為地球自轉速度並不規則，現在的世界標準時間基準已由世界協調時間取代。
不像緯度起點（即赤道）可由地球自轉軸決定，理論上任何一條經線均可定為本初子午線，故此在歷史和政治上曾對此線有不同定位，歐洲各國、甚至不同系統的海員都有自己的「本初子午線」，後來英國展開了全世界的擴張，成為了日不落帝國後，統一的經線也就日益重要，1851年御用天文學家艾里（Sir George Airy）在格林威治天文台設置中星儀，並以此確定格林威治子午線，也因為當時超過三分之二的船隻已使用該線為參考子午線，在1884年於美國華盛頓特區舉行的國際子午線會議上，22國投票同意正式定之為經度的起點，從此格林尼治子午線成為了標準，不過邁向國際化也代表未來格林尼治將不再是英國的，座標的變動也非政府所能決定的了。特別的是，國際子午線會議當時來自25個國家共41位代表參與了會議，但法國代表在投票時棄權，因故在1911年之前法國仍以巴黎子午線做為經度起點，後來法國才漸漸接納格林尼治子午線。

## 其它參考經線
格林尼治子午線並非唯一的參考子午線，歷史上和現代亦有其它作為經度起點之用的經線。
- WGS84 0度經線，位於格林威治子午線以東102.5米[1]。該線所形成的平面穿過地球中心，而非以天頂為參考點。因為格林尼治子午線隨著歐亞大陸板塊移動，兩者正以每年約一厘米的速度接近。
- 哥本哈根，格林威治以東12°34'32.25"。
- 耶羅島（El Hierro），格林尼治以西17°39' 46"。
- 耶路撒冷，格林威治以東35°13' 46"，聖墓教堂的大圓頂。
- 馬德里，格林威治以西3°41' 16.48"
- 奧斯陸，格林威治以東10°43' 22.5"
- 巴黎，格林威治以東2°20' 14"，詳見巴黎子午線。
- 羅馬，格林威治以東12°27' 8.04"
- 聖彼德堡，格林威治以東30°19' 42.09"，詳見普爾科沃子午線。
- 印度烏賈因，格林威治以東75°47'
- 華盛頓特區，格林威治以西77°3' 2.3"，詳見華盛頓子午線。
- 北京[2]，格林威治以东116°23'。

## 界线所经
从北极点到南极点，本初子午線依次经过：
| 坐標                             | 國家、領土、海洋 | 注釋                                                                                      |
| -------------------------------- | ---------------- | ----------------------------------------------------------------------------------------- |
| 90°0′N 0°0′E / 90.000°N 0.000°E  | 北冰洋           |                                                                                           |
| 81°39′N 0°0′E / 81.650°N 0.000°E | 格陵蘭海         |                                                                                           |
| 72°53′N 0°0′E / 72.883°N 0.000°E | 挪威海           |                                                                                           |
| 61°0′N 0°0′E / 61.000°N 0.000°E  | 北海             |                                                                                           |
| 53°45′N 0°0′E / 53.750°N 0.000°E | 英国             | 從坦斯特爾到皮斯黑文，途中穿越格林威治。                                                  |
| 50°47′N 0°0′E / 50.783°N 0.000°E | 英吉利海峽       |                                                                                           |
| 49°19′N 0°0′E / 49.317°N 0.000°E | 法國             | 從濱海維萊爾到加瓦爾涅。                                                                  |
| 42°41′N 0°0′E / 42.683°N 0.000°E | 西班牙           | 從西林德羅峰到卡斯特利翁-德拉普拉納。                                                     |
| 39°56′N 0°0′E / 39.933°N 0.000°E | 地中海           | 瓦倫西亞灣                                                                                |
| 38°52′N 0°0′E / 38.867°N 0.000°E | 西班牙           | 從埃爾韋爾赫爾到卡爾佩。                                                                  |
| 38°38′N 0°0′E / 38.633°N 0.000°E | 地中海           |                                                                                           |
| 35°50′N 0°0′E / 35.833°N 0.000°E | 阿尔及利亚       | 從斯提迪耶到堡巴傑莫赫塔爾附近的阿爾及利亞－馬利國界。                                    |
| 21°50′N 0°0′E / 21.833°N 0.000°E |                  |                                                                                           |
| 14°59′N 0°0′E / 14.983°N 0.000°E | 布吉納法索       |                                                                                           |
| 11°6′N 0°0′E / 11.100°N 0.000°E  | 多哥             | 約600公尺。                                                                               |
| 11°6′N 0°0′E / 11.100°N 0.000°E  |                  | 約16公里。                                                                                |
| 10°57′N 0°0′E / 10.950°N 0.000°E | 多哥             | 約39公里。                                                                                |
| 10°36′N 0°0′E / 10.600°N 0.000°E |                  | 從本普魯克附近的多哥－加納國界到特馬。 穿越沃爾特水庫。（7°48′N 0°0′E / 7.800°N 0.000°E） |
| 5°37′N 0°0′E / 5.617°N 0.000°E   | 大西洋           | 與赤道相交於0°0′N 0°0′E / 0.000°N 0.000°E，本初子午线和赤道相交点被称为空虛島。           |
| 60°0′S 0°0′E / 60.000°S 0.000°E  | 南冰洋           |                                                                                           |
| 68°54′S 0°0′E / 68.900°S 0.000°E | 南極洲           | 挪威聲稱擁有的毛德皇后地。                                                                |
| 90°0′S 0°0′E / 90.000°S 0.000°E  | 南極洲           | 阿蒙森-史考特南極站                                                                       |

## 其它星體
人類亦為太陽系其它星體定義本初子午線。和地球的一樣，這些本初子午線並沒有特殊的物理意義。
- 月球的本初子午線是月球對著地球一面的中線。
- 火星的本初子午線為經過隕石坑艾里-0的經線。